# Wimbledon 2014
De 128e editie van de Wimbledon Championships vond plaats van maandag 23 juni tot en met zondag 6 juli 2014. Voor de vrouwen was dit de 121e editie van het  grastoernooi. Het toernooi werd gespeeld bij de All England Lawn Tennis and Croquet Club in de wijk Wimbledon van de Britse hoofdstad Londen.
Bij het mannenenkelspel was Andy Murray de titelverdediger. De als derde geplaatste Schot werd in de kwartfinale uitgeschakeld, evenals kanshebber Stanislas Wawrinka. De als tweede geplaatste Rafael Nadal, die al driemaal achtereen naast de titel greep, mocht zelfs na de vierde ronde al naar huis. De eindstrijd werd een lange vijfsetter, waarin grand old man Roger Federer uit een bijna verloren positie (matchpoint tegen, bij 2–5 in de vierde set) terugkwam naar 7–5 en daarmee een vijfde set afdwong. Pas na 3u 56min wist de als eerste geplaatste Serviër Novak Đoković de winst naar zich toe te trekken, waarmee hij zich voor de tweede keer Wimbledonkampioen mocht noemen. De titelhoudster bij het vrouwenenkelspel, de Française Marion Bartoli, had in 2013 haar tennisloopbaan beëindigd en zij kwam haar titel dus niet verdedigen. De nummers een en twee, Serena Williams en Li Na, werden al in de derde ronde uitgeschakeld. De als derde geplaatste nieuwkomer Simona Halep sneuvelde in de halve finale. Een andere snel stijgende nieuweling, Eugenie Bouchard, wist de finale te bereiken maar kon door gebrek aan ervaring geen stand houden tegen de winnares uit 2011, de Tsjechische Petra Kvitová, die gemakkelijk (6–3 en 6–0) de titel voor de tweede maal veroverde.
Het mannendubbelspel in 2013 werd gewonnen door de Amerikaanse broers Bob en Mike Bryan. Zij moesten evenwel in de finale de titel overgeven aan Vasek Pospisil (Canada) en Jack Sock (VS). Bij de vrouwen was het Taiwanees/Chinese duo Hsieh Su-wei en Peng Shuai titelverdediger. Dit jaar kwam de titel in handen van het Italiaanse duo Sara Errani / Roberta Vinci, dat hiermee hun career slam in het vrouwendubbelspel completeerde. De titel in het gemengd dubbelspel tot slot werd verdedigd door de Française Kristina Mladenovic en de Canadees Daniel Nestor. Winnaars werden Samantha Stosur (Australië) en Nenad Zimonjić (Servië).
Het toernooi van 2014 trok 491.084 toeschouwers.

## Toernooikalender

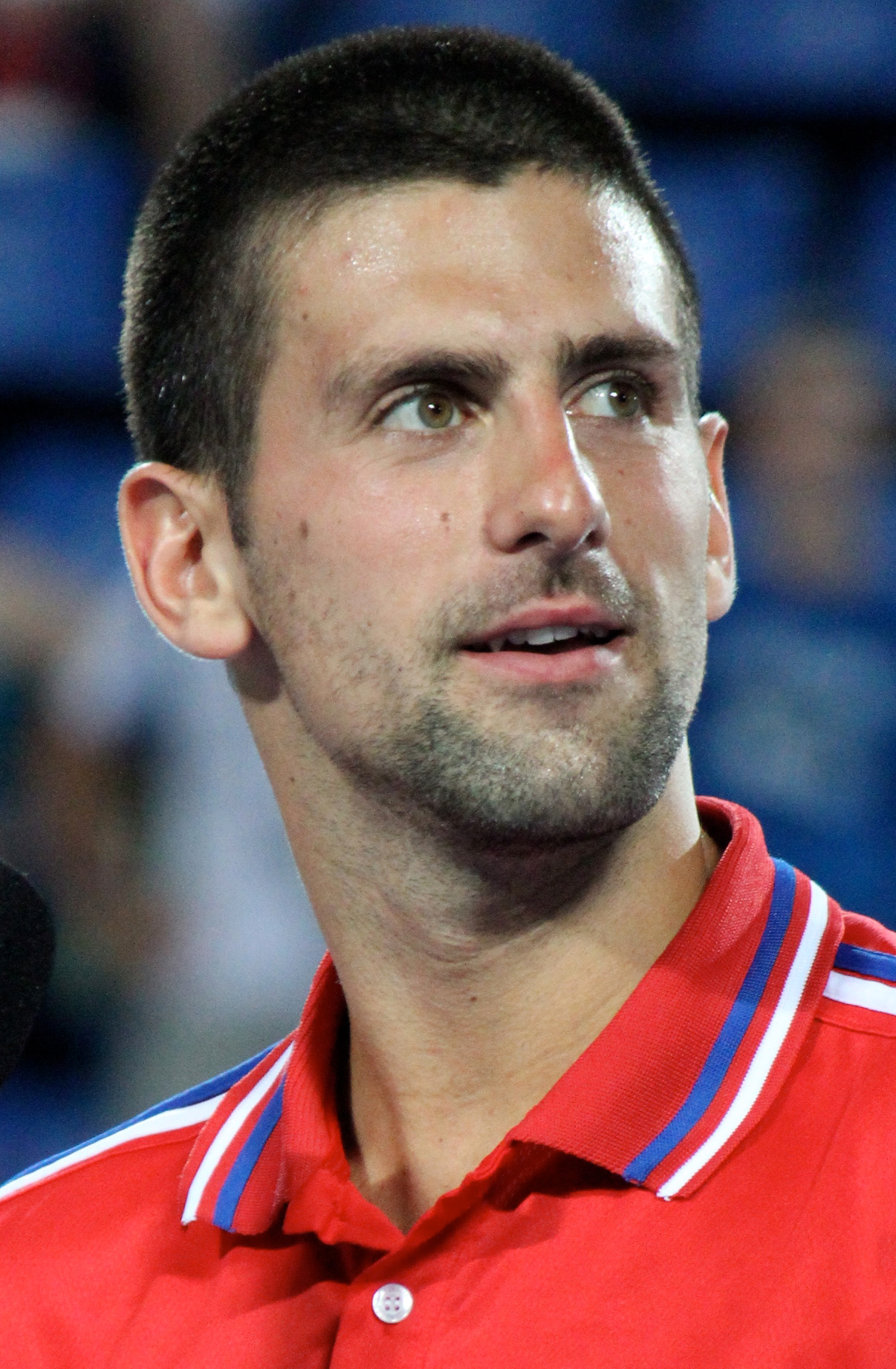
Winnaar in het enkelspel, Novak Đoković

Bron:
|                    | juni 2014 | juni 2014 | juni 2014 | juni 2014 | juni 2014 | juni 2014 | juni 2014             | juni 2014 | juli 2014   | juli 2014    | juli 2014    | juli 2014    | juli 2014    | juli 2014 | juli 2014 |
| ma 23              | di 24     | wo 25     | do 26     | vr 27     | za 28     | zo 29     | ma 30                 | di 1      | wo 2        | do 3         | vr 4         | za 5         | zo 6         |           |           |
| ------------------ | --------- | --------- | --------- | --------- | --------- | --------- | --------------------- | --------- | ----------- | ------------ | ------------ | ------------ | ------------ | --------- | --------- |
| mannenenkelspel    | 1e ronde  | 1e ronde  | 2e ronde  | 2e ronde  | 3e ronde  | 3e ronde  | m i d l e s u n d a y | 4e ronde  |             | kwartfinale  |              | halve finale |              | finale    |           |
| vrouwenenkelspel   | 1e ronde  | 1e ronde  | 2e ronde  | 2e ronde  | 3e ronde  | 3e ronde  | m i d l e s u n d a y | 4e ronde  | kwartfinale |              | halve finale |              | finale       |           |           |
| mannendubbelspel   |           |           | 1e ronde  | 1e ronde  | 2e ronde  | 2e ronde  | m i d l e s u n d a y | 3e ronde  | kwartfinale |              | halve finale | halve finale | finale       |           |           |
| vrouwendubbelspel  |           |           | 1e ronde  | 1e ronde  | 2e ronde  | 2e ronde  | m i d l e s u n d a y | 3e ronde  | kwartfinale | halve finale |              |              | finale       |           |           |
| gemengd dubbelspel |           |           |           |           |           | 1e ronde  | m i d l e s u n d a y | 1e ronde  | 2e ronde    | 2e ronde     | 3e ronde     | kwartfinale  | halve finale | finale    |           |

## Enkelspel

### Mannen
De als eerste geplaatste Novak Đoković, die vorig jaar de finale verloor van Andy Murray, won dit jaar het toernooi voor de tweede keer. In de eindstrijd versloeg hij het vierde reekshoofd Roger Federer in vijf sets.

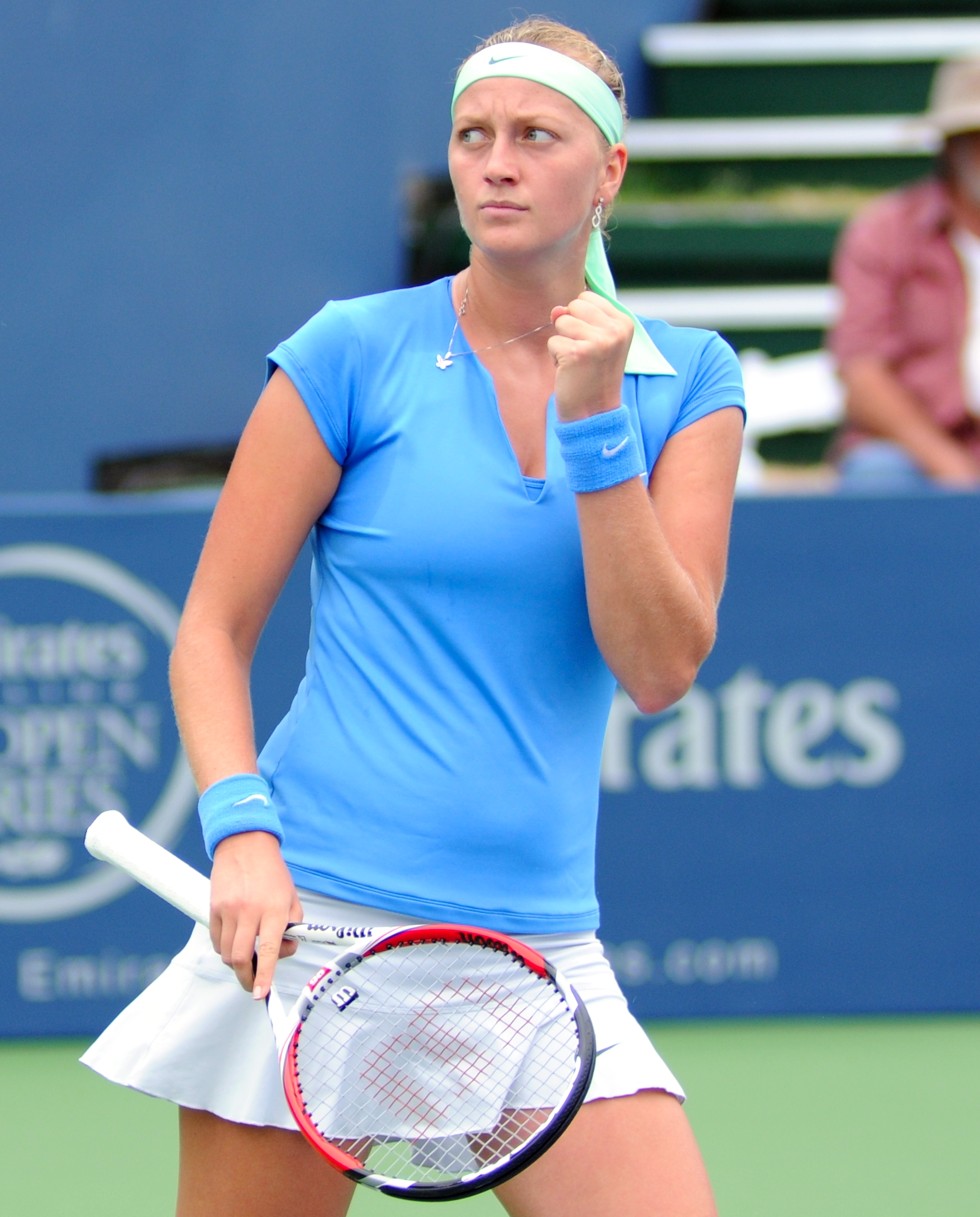
Winnares in het enkelspel, Petra Kvitová

### Vrouwen
Het toernooi werd voor de tweede keer gewonnen door Petra Kvitová uit Tsjechië, die in de finale de Canadese Eugenie Bouchard in twee sets versloeg. Dankzij haar finaleplaats kwam Bouchard de top tien van de wereldranglijst binnen.

## Dubbelspel

### Mannen
De titelverdedigers, de broers Bob en Mike Bryan, waren als eerste geplaatst. Zij moesten evenwel in de vijf sets durende eindstrijd hun meerdere erkennen in het ongeplaatste team Vasek Pospisil / Jack Sock.

### Vrouwen
Het Italiaanse duo Sara Errani / Roberta Vinci won het toernooi. Zij versloegen in de finale het koppel Tímea Babos en Kristina Mladenovic in twee sets. Doordat zij al eerder de andere drie grandslamtoernooien wonnen, completeerde dit succesvolle Italiaanse team hiermee hun career slam in het dubbelspel.

### Gemengd
Titelverdedigers Kristina Mladenovic en Daniel Nestor bereikten de halve finale. Daarin werden zij uitgeschakeld door Chan Hao-ching en Maks Mirni, die op hun beurt in de eindstrijd moesten zwichten voor Samantha Stosur en Nenad Zimonjić.

## Kwalificatietoernooi
Algemene regels – Aan het hoofdtoernooi (enkelspel) doen bij de mannen en vrouwen elk 128 tennissers mee. De 104 beste mannen en 108 beste vrouwen van de wereldranglijst die zich inschrijven worden rechtstreeks toegelaten. Acht mannen en acht vrouwen krijgen van de organisatie een wildcard. Voor de overige ingeschrevenen resteren dan nog zestien plaatsen bij de mannen en twaalf plaatsen bij de vrouwen in het hoofdtoernooi – deze plaatsen worden via het kwalificatietoernooi ingevuld. Aan dit kwalificatietoernooi doen nog eens 128 mannen en 96 vrouwen mee. Dat toernooi werd gespeeld in Roehampton.
De kwalificatiewedstrijden vonden plaats van maandag 16 tot en met donderdag 19 juni 2014.
De volgende deelnemers aan het kwalificatietoernooi wisten zich een plaats te veroveren in de hoofdtabel:

### Mannenenkelspel
1. Luke Saville
2. James Duckworth
3. Alex Kuznetsov
4. Gilles Müller
5. Ante Pavić
6. Konstantin Kravtsjoek
7. Marsel İlhan
8. Yuichi Sugita
9. Denis Kudla
10. Jimmy Wang
11. Pierre-Hugues Herbert
12. Tim Pütz
13. Samuel Groth
14. Tatsuma Ito
15. Jan Hernych
16. Ryan Harrison

### Vrouwenenkelspel
1. Alla Koedrjavtseva
2. Tereza Smitková
3. Timea Bacsinszky
4. Michelle Larcher de Brito
5. Aleksandra Wozniak
6. Lesja Tsoerenko
7. Paula Kania
8. Ana Konjuh
9. Victoria Duval
10. Tamira Paszek
11. Anett Kontaveit
12. Andreea Mitu

### Mannendubbelspel
1. Marcelo Demoliner &  Purav Raja
2. Andreas Siljeström &  Igor Zelenay
3. Ryan Harrison &  Kevin King
4. Alex Bolt &  Andrew Whittington

### Vrouwendubbelspel
1. Ljoedmyla Kitsjenok &  Nadija Kitsjenok
2. Jarmila Gajdošová &  Arina Rodionova
3. Pauline Parmentier &  Laura Thorpe
4. Vesna Dolonts &  Daniela Seguel

## Junioren
Meisjesenkelspel

Finale: Jeļena Ostapenko (Letland) won van Kristína Schmiedlová (Slowakije) met 2-6, 6-3, 6-0
Meisjesdubbelspel

Finale: Tami Grende (Indonesië) en Ye Qiuyu (China) wonnen van Marie Bouzková (Tsjechië) en Dalma Gálfi (Hongarije) met 6-2, 7-6
Jongensenkelspel

Finale: Noah Rubin (VS) won van Stefan Kozlov (VS) met 6-4, 4-6, 6-3
Jongensdubbelspel

Finale: Orlando Luz (Brazilië) en Marcelo Zormann (Brazilië) wonnen van Stefan Kozlov (VS) en Andrej Roebljov (Rusland) met 6-4, 3-6, 8-6

## Rolstoeltennis
Rolstoelmannendubbelspel

Finale: Stéphane Houdet (Frankrijk) en Shingo Kunieda (Japan) wonnen van Maikel Scheffers (Nederland) en Ronald Vink (Nederland) met 5-7, 6-0, 6-3.
Rolstoelvrouwendubbelspel

Finale: Yui Kamiji (Japan) en Jordanne Whiley (Verenigd Koninkrijk) wonnen van Jiske Griffioen (Nederland) en Aniek van Koot (Nederland) met 2-6, 6-2, 7-5.

## Toeschouwersaantallen en bezoekerscapaciteit
|           |        | Eerste week |         | Tweede week |
| --------- | ------ | ----------- | ------- | ----------- |
| Maandag   |        | 41.325      |         | 41.201      |
| Dinsdag   | 42.673 | 38.698      |         |             |
| Woensdag  | 43.680 | 40.477      |         |             |
| Donderdag | 43.401 | 31.935      |         |             |
| Vrijdag   | 38.750 | 31.618      |         |             |
| Zaterdag  | 39.735 | 28.562      |         |             |
| Zondag    | –      | 29.029      |         |             |
| Totaal    |        | 491.084     | 491.084 | 491.084     |

| Baan                           | Zitplaatsen                    |                                | Baan                           | Zitplaatsen |
| ------------------------------ | ------------------------------ | ------------------------------ | ------------------------------ | ----------- |
| Centre Court                   | 14.974                         |                                | Court No. 9                    | –           |
| Court No. 1                    | 11.393                         | Court No. 10                   | –                              |             |
| Court No. 2                    | 4.063                          | Court No. 11                   | 108                            |             |
| Court No. 3                    | 1.980                          | Court No. 12                   | 1.065                          |             |
| Court No. 4                    | 170                            | Court No. 16                   | 320                            |             |
| Court No. 5                    | –                              | Court No. 17                   | 318                            |             |
| Court No. 6                    | –                              | Court No. 18                   | 782                            |             |
| Court No. 7                    | 120                            | Court No. 19                   | 305                            |             |
| Court No. 8                    | 170                            |                                |                                |             |
| Totaal zitplaatsen             | Totaal zitplaatsen             | Totaal zitplaatsen             | Totaal zitplaatsen             | 35.768      |
|                                |                                |                                |                                |             |
| Bezoekerscapaciteit tennispark | Bezoekerscapaciteit tennispark | Bezoekerscapaciteit tennispark | Bezoekerscapaciteit tennispark | 38.500      |

## Ticketprijzen
| Dag       | Show courts  | Show courts | Show courts | Show courts | Ground Pass | Ground Pass  |
| Dag       | Centre Court | Court No. 1 | Court No. 2 | Court No. 3 | Gehele dag  | Na 17:00 uur |
| --------- | ------------ | ----------- | ----------- | ----------- | ----------- | ------------ |
| Maandag   | £ 48         | £ 41        | £ 38        | £ 38        | £ 20        | £ 14         |
| Dinsdag   | £ 48         | £ 41        | £ 38        | £ 38        | £ 20        | £ 14         |
| Woensdag  | £ 62         | £ 52        | £ 46        | £ 46        | £ 20        | £ 14         |
| Donderdag | £ 62         | £ 52        | £ 46        | £ 46        | £ 20        | £ 14         |
| Vrijdag   | £ 80         | £ 66        | £ 56        | £ 56        | £ 20        | £ 14         |
| Zaterdag  | £ 80         | £ 66        | £ 56        | £ 56        | £ 20        | £ 14         |
| Zondag    | –            | –           | –           | –           | –           | –            |
| Maandag   | £ 93         | £ 72        | £ 62        | £ 62        | £ 20        | £ 14         |
| Dinsdag   | £ 93         | £ 72        | £ 39        | –           | £ 17        | £ 12         |
| Woensdag  | £ 112        | £ 85        | £ 36        | –           | £ 17        | £ 12         |
| Donderdag | £ 112        | £ 54        | –           | –           | £ 16        | £ 12         |
| Vrijdag   | £ 124        | £ 35        | –           | –           | £ 15        | £ 11         |
| Zaterdag  | £ 124        | £ 33        | –           | –           | £ 15        | £ 11         |
| Zondag    | £ 148        | £ 28        | –           | –           | £ 8         | £ 5          |

1. ↑  Een Ground Pass gaf toegang tot het tennispark. Met een Ground Pass had men vrije toegang om wedstrijden te bekijken op de niet-gereserveerde plaatsen op de show courts No.3, No.12 en No.18. Daarnaast gaf de Ground Pass toegang tot de buitenbanen No.4-No.11, No.16-No.17 en No. 19, volgens het principe 'wie het eerst komt, het eerst maalt'.
2. 1 2  Deze tickets waren inclusief een Ground Pass en gegarandeerde een zitplaats voor de gehele dag op de betreffende baan.

## Uitzendrechten
In Nederland was Wimbledon te zien bij de betaalzender FOX Sports. De zender zette naast de vijf lineaire tv-kanalen ook de online tv-dienst FOX Sports GO in om het tennistoernooi zo uitgebreid mogelijk in beeld te brengen. De finales van het mannen en vrouwenenkelspel werden conform de Mediawet 2008 uitgezonden op het open kanaal Fox.
Verder kon het toernooi ook gevolgd worden bij de Britse publieke omroep BBC, waar uitgebreid live-verslag werd gedaan op de zenders BBC One en BBC Two.